# Mathurin-Léonard Duphot
Mathurin Léonard Duphot (Lione, 21 settembre 1769 – Roma, 28 dicembre 1797) è stato un generale francese, la cui uccisione a Roma fu l'occasione per l'invasione dello Stato della Chiesa da parte dell'esercito francese; il suo è uno dei nomi incisi sotto l'Arco di Trionfo di Parigi.

## Biografia
Duphot nacque alla Guillotière, un sobborgo di Lione, figlio di uno scalpellino. Si arruolò giovanissimo, all'età di 15 anni, nel 61º reggimento Vermandois (25 luglio 1785). Divenne poi membro di uno dei primi battaglioni costituiti da volontari, creati allo scoppio della Rivoluzione francese, e fece rapidamente carriera. fu promosso sergente il 25 marzo 1792; partecipò alle spedizioni in Savoia e a Nizza. Fu nominato aiutante generale nel novembre del 1794 dopo la presa di Figueras nel corso della quale uccise personalmente il generale che comandava le truppe spagnole. Prese parte alla Campagna d'Italia (1796-1797), partecipando all'assedio di Mantova, e combattendo a Rivoli e alla Favorita. Promosso generale di brigata il 30 marzo 1797, ricevette da Bonaparte l'incarico di organizzare le truppe della Repubblica Cisalpina. Duphot scrisse anche il testo di un canto militare di cui si è conservato solo il titolo (Ode aux mânes des héros morts pour la liberté).
Nel dicembre del 1797 giunse a Roma, ospite dell'ambasciatore francese presso la Santa Sede Giuseppe Bonaparte, per sposare Désirée Clary, ex fidanzata di Napoleone, cognata di Giuseppe Bonaparte, e futura moglie di Bernadotte. Il 28 dicembre fu ucciso da un colpo di archibugio, sparato dal caporale Marinelli delle truppe pontificie guidate dal tenente conte  Gerolamo Montani di Fermo. Il Generale era alla testa di un gruppo di rivoltosi Francesi, tra i quali l'ambasciatore presso la Sante Sede Giuseppe Bonaparte, e giacobini romani, che nei pressi dell'ambasciata di Francia, tentavano di forzare il blocco di porta Settimiana. Ricostruì lo storico Carlo Botta:
(Carlo Botta, Storia d'Italia dal 1789 al 1814, Vol. II, pp. 512-513)
La morte di Duphot rappresentò per i Francesi il casus belli per l'invasione dello Stato pontificio, la sua soppressione e per la costituzione della Repubblica Romana.
Il nome del generale Mathurin-Léonard Duphot compare scolpito sotto l'Arco di trionfo di Parigi alla colonna 28 del Pilastro Sud.